# Колодязь (фільм, 1989)
«Колодязь» — радянський короткометражний художній фільм-притча, новела з кіноальманаху «Відсторонений», знятий на кіностудії «Грузія-фільм» у 1989 році.

## Сюжет
Дорожні робітники перекрили жваву вулицю і риють колодязь, щоб опустити туди бетонну трубу. За цією роботою спостерігають двоє перехожих.

## У ролях
- Георгій Басішвілі — Гіго, робітник
- Лері Зардіашвілі — Бурдулі, робітник
- Жанрі Лолашвілі — Хрінгадзе, кінорежисер і пацієнт зубного лікаря
- Трістан Саралідзе — екскаваторник
- Іраклій Апакідзе — бригадир
- Михайло Вашадзе — Олександр, зубний ликар
- Вано Сакварелідзе — Нестор, енергійний радник
- Джемал Гаганідзе — перевіряючий

## Знімальна група
- Режисер — Павле Чарквіані
- Автор сценарію — Павле Чарквіані, Резо Чейшвілі
- Оператор — Абесалом Майсурадзе
- Композитор — Гіві Гачечладзе